# Фасціація
Фасціа́ція — зростання кількох або розростання однієї точки росту у рослин. Належить до аномалій розвитку і зазвичай призводить до утворення потворних форм. Фасціації з'являються нечасто, мають випадковий характер, але можуть траплятися майже у всіх систематичних групах вищих рослин, але особливо часто у лілій, полину, бузини, вільхи, ясена. Мають значення для сільського господарства як шкідливі видозміни або матеріал для селекції.

## Опис
Найчастіше фасціацію спостерігають у стеблових бруньках, внаслідок чого пагони рослин зростаються між собою, стають плоскими, стрічкоподібними. Саме таким характерним зовнішнім виглядом можна пояснити походження цього терміну: від лат. fascia — «зв'язка», «пов'язка», «стрічка». Іншими проявами фасціації в пагонах може бути викривлення або перекручування стебел, їхня ребристість, нетипове для певного виду рослин розгалуження верхівки, порушення часу формування і взаємного розташування листків, суцвіть, квіток.
Рідше фасціація може торкатися квіткових бруньок, в яких, як правило, відбувається розщеплення однієї точки росту. В такому випадку суцвіття стає надмірно розгалуженим і багатоквітковим, а суцвіття-антодій (наприклад, кошик в айстрових) — однобоко широким, асиметричним. Якщо фасціація зачепила окрему квітку, то вона проявляється у збільшенні числа її складових частин (чашолистків, пелюсток тощо), загальній деформації, утворенні багатогніздного гінецею, а згодом, і надмірно розрослих плодів чи суплідь. Зрідка фасціація може набувати множинного характеру. В цьому випадку додаткові точки росту з'являються по краю суцвіття, утворюючи кільце.
| |  |  |  |  |
| Фасціації вегетативних органів: 1) пагонів криптомерії японської; 2) стебла сагуаро (зазвичай ці кактуси циліндричні); 3) квітконоса кульбаби; 4) пагона бузку; 5) гілок гіркокаштана звичайного (форма 'Monstrosa'). |  |  |  |  |

## Пояснення
Фасціація за своєю природою — це порушення розвитку зародкових клітин чи тканин. Безпосередньою причиною таких змін є зсув ритму поділу й диференціації клітин, який може бути обумовлений трьома групами факторів:
1. мутаціями, спричиненими іонізаційним випромінюванням, вірусами або хімічними мутагенами, до яких належать деякі мінеральні добрива, пестициди, стимулятори росту;
2. фізіологічними та гормональними зрушеннями у клітинах, спричиненими діяльністю бактерій (в тому числі мікоплазм), паразитичних грибків, порушенням температурного режиму, режиму освітлення та зволоження[3], надміром органічних речовин у ґрунті[2];
3. механічним пошкодженням точки росту на органному чи клітинному рівні. Такі пошкодження рослинам здатні завдати нематоди, кліщі та рослиноїдні комахи[3].

| |  |  |  |  |
| Фасціації суцвіть і квіток: 1) розщеплення початку антуріума; 2) деформація суцвіття-кошика королиці; 3) суцвіття півнячого гребеня садового; 4) подвоєння квітки нарциса Narcissus x medioluteus; 5) суцвіття цвітної капусти. |  |  |  |  |

## Значення
Вивчення фасціацій важливо для встановлення структурних і гормональних закономірностей морфогенезу рослин. Крім того, вони цікаві і з практичної точки зору. Зазвичай фасціації розглядають як небажане явище, оскільки вони спотворюють зовнішній вигляд рослин і опосередковано впливають на деякі споживчі якості. Деякі поширені фасціації описують як окремі хвороби, наприклад, такою є фасціація серадели, викликана бактерією Corynobacterium fascians. Численні фасціації диких рослин — надійний показник сильно забрудненого довкілля, зокрема їх часто спостерігають у зонах радіоактивного зараження. В Україні ці аномалії спостерігали в Чорнобильській зоні відчуження, а в Японії їх відмічали після аварії в околицях Фукусіми. Як біологічний показник радіаційного забруднення фасціації навіть використовують у військовій справі.
Однак фасціації генеративних органів інколи бажані, оскільки потенційно можуть підвищувати врожайність внаслідок примноження числа квіток і плодів. З цією метою їх використовують в селекції сільськогосподарських і декоративних культур. Так, фасціації були використані при виведенні диплоїдних великонасінних сортів гречки звичайної, багатогніздних сортів томатів, прикладами фасціацій є суцвіття броколі та цвітної капусти. У декоративному садівництві до фасціацій належать гребінчасті (кристатні) форми сукулентних видів молочаїв, деяких кактусів з видозміненими стеблами. Видовищну фасціацію стебел часто спостерігають при вирощуванні лілій. На відміну від молочаїв та кактусів, у яких вона закріплена на генетичному рівні, у лілій фасціація має спонтанний характер і обумовлена здебільшого механічними пошкодженнями верхівки цибулини, а тому не передається спадково. Натомість в одного з декоративних сортів верби Salix udensis фасціація пагонів закріплена селекцією. В окремих сортів півнячого гребеня садового, щириці хвостатої фасціація також закріплена генетично, але в них вона видозмінила суцвіття.
Боротьба із фасціаціями залежить від причини їхнього виникнення. Якщо шкідлива аномалія обумовлена мутацією, уражені рослини просто знищують. Якщо фасціація спричинена життєдіяльністю паразитичних організмів, тоді знищують уражені особини, а ділянку додатково обробляють засобами захисту рослин, знезаражують садове приладдя. В більшості випадків цього достатньо, щоб запобігти поширенню небажаного явища. Якщо фасціація викликана несприятливими абіотичними факторами, то рослини не знищують — наступного року вони можуть утворити нормальні вегетативні чи генеративні органи.
| |  |  |  |  |
| Фасціації плодів: 1) розщеплення полуниці; 2) подвоєння баклажана; 3) зрослі яблука; 4) багатогніздні помідори; 5) розрослий плід ананаса. |  |  |  |  |